# آرتور هاردن
سر آرتور هاردن (به انگلیسی: Sir Arthur Harden) (زاده ۲۰ مهر ۱۲۴۴ – درگذشته ۲۷ خرداد ۱۳۱۹) یک زیست‌شیمیدان انگلیسی بود. وی در سال ۱۳۰۸ (۱۹۲۹ میلادی) به همراه اویلر شلپین موفق به کسب جایزه نوبل شیمی شد.
- مشارکت‌کنندگان ویکی‌پدیا. «Arthur Harden». در دانشنامهٔ ویکی‌پدیای انگلیسی، بازبینی‌شده در ۲۸ فوریه ۲۰۱۴.